# 鳴物師 音無ゆかり 事件ファイル
『鳴物師 音無ゆかり 事件ファイル』（なりものし・おとなしゆかり・じけんふぁいる）は、上野歩による日本の小説。2011年10月1日に文芸社より刊行された。2017年1月14日に『鳴物師　音無ゆかり　依頼人の言霊』（なりものし・おとなしゆかり・いらいにんのことだま）として終章『月』が加筆され文芸社文庫NEOにて文庫化された。2018年には韓国語版が刊行されている。

## 概要
帯のコピーに「新感覚サイコミステリー」と記されている通り、著者の新境地といえるエンターテインメント作品である。

## あらすじ
『オキヌサマ』、『メモ魔』、『シンガーソンライター 小鳩アイ』、『踏めないベース』、『抱けない赤ちゃん』の5話で構成されており、それぞれの謎を、鳴物師と呼ばれる特殊な能力を持つ主人公の音無ゆかりが解いてゆく。また、全編を通じて、ゆかり自身の背景にある秘密も徐々に解き明かされる。文庫化に際しては新たに『月』が加筆されている。

## 登場人物
音無ゆかり（おとなし ゆかり）
主人公。18歳。龍神の末裔といわれる鳴物師。〈音聞き〉によって人々の悩みの根源を察知し、〈音消し〉によってそれを解決する。普段は、長い黒髪をニット帽に押し込み、ダブダブのヨットパーカーにカーゴパンツ、バックル付きのブーツという服装。〈音聞き〉と〈音消し〉の際に、綾瀬が用意した赤いミニドレス、赤いエナメルのパンプスを身に付ける。「パンコ」と名づけたクマの小さなぬいぐるみと、龍神スカイタワーの最上階に住んでいる。移動には、入来が運転する真紅のジャガー・セダンを使う。
綾瀬恭一郎（あやせ きょういちろう）
30歳代半ば。バー「パン・アメリカン」のマスター。ゆかりの忠実な従者であり、後見人。身長は189センチ以上。店の名物であるホットドッグは自ら料理するが、めったに注文がない。アルコールは1滴も受け付けず、店のカウンターでウイスキーグラスに入ったウーロン茶を飲んでいる。黒いスーツに黒のスタンドカラーのシャツを着用。
入来亮（いりき りょう）
20歳代前半。パン・アメリカンのバーテンダー。身長179センチ。自他共に認めるイケメン。肩まで届くロン毛で、右耳に三連ピアスを付けている。綾瀬とともに、ゆかりが扱う事件の捜査協力をする。九州出身。黒いレザーのジャケットとパンツ、サイドゴアブーツを身に付けている。
河合美雨（かわい みう）
小学5年生。通っている小学校の裏の神社に祀られている絹弁天が、毎夜、贈り物をしてくるのをやめさせてほしいと、ゆかりに相談してくる。
戸倉真弓（とくら まゆみ）
20歳代半ば。自分の1日の行動のすべてを、メモに記している。
小鳩アイ（こばと あい）
18歳。人気シンガーソングライター。ヒット曲「想い」が突如歌えなくなる。
西山剛（にしやま つよし）
高校2年生。硬式野球部のスラッガーだが、走塁中にベースが踏めなくなる。
川野菜曜子（かわのな ようこ）
20歳代半ば。自分の産んだ赤ちゃんに触れることのできない主婦。
金子警部補（かねこ けいぶほ）
40歳代。紅坂（べにさか）警察署刑事課強行犯係の係長。綾瀬とは長い付き合いのよう。通称・ネコさん。

## 書籍情報

### 単行本
- 上野歩『鳴物師　音無ゆかり　事件ファイル』　文芸社 <単行本>　2011年10月1日発売　ISBN 978-4-286-11035-6

### 文庫版
- 上野歩『鳴物師　音無ゆかり　依頼人の言霊』　文芸社 <文芸社文庫NEO>　2017年1月14日発売　ISBN 978-4-286-18030-4